# フランス共同体

1961年時点のフランス共同体

フランス共同体（フランスきょうどうたい、フランス語: Communauté française）は、1958年10月にフランス連合から改編されて成立した国家および植民地などの連合体である。第五共和政憲法下では、加盟地域および旧フランス植民地から独立した加盟国は多くの独立性を持っていたものの、通貨・防衛・外交および安全保障についてはフランスが一定の影響力を保持した。

## 概要
1958年9月に各海外領土に対して「共同体に参加するか、独立するか」の決定を国民投票に委ねた。ギニアは95パーセントの得票率で共同体への加盟を拒否して独立を決定したが、「アフリカの年」と言われる1960年1月から11月に独立した他の多くの加盟地域は共同体への加盟を認め、そのままフランス共同体内の独立国に移行した。しかし、翌1961年にはコートジボワール、オートボルタ(現ブルキナファソ）、ニジェール、ダオメー（現ベナン）の4か国が共同体離脱を決定。共同体の創設を主導したシャルル・ド・ゴール大統領自身が「共同体はもはや存在しない」と痛恨の面持ちで語り、実体を持たないままに事実上消滅した事を認めた。第五共和政憲法の規定としては、1995年8月4日の改正まで残っていた。